# Поуп (округ, Іллінойс)
Шаблон:StateAbbr_ 37°25′ пн. ш. 88°34′ зх. д. / 37.41° пн. ш. 88.57° зх. д.
Округ Поуп (англ. Pope County) — округ (графство) у штаті Іллінойс, США. Ідентифікатор округу 17151.

## Історія
Округ утворений 1816 року.

## Демографія
За даними перепису
2000 року
загальне населення округу становило 4413 осіб, усе сільське.
Серед мешканців округу чоловіків було 2235, а жінок — 2178. В окрузі було 1769 домогосподарств, 1220 родин, які мешкали в 2351 будинках.
Середній розмір родини становив 2,84.
Віковий розподіл населення поданий у таблиці:
| Стать    | До 15 років | 15-21 | 22-29 | 30-39 | 40-49 | 50-65 | 65-85 | Понад 85 |
| -------- | ----------- | ----- | ----- | ----- | ----- | ----- | ----- | -------- |
| Чоловіки | 364         | 331   | 191   | 260   | 300   | 441   | 320   | 28       |
| Жінки    | 356         | 208   | 158   | 275   | 311   | 436   | 351   | 83       |

## Суміжні округи
- Салін — північ
- Гардін — схід
- Лівінґстон, Кентуккі — південний схід
- Массак — південний захід
- Джонсон — захід
- Вільямсон — північний захід

## Виноски
1. ↑  U.S. Decennial Census. United States Census Bureau. Процитовано 8 липня 2014.
2. ↑  Historical Census Browser. University of Virginia Library. Архів оригіналу за 11 серпня 2012. Процитовано 8 липня 2014.
3. ↑  Population of Counties by Decennial Census: 1900 to 1990. United States Census Bureau. Процитовано 8 липня 2014.
4. ↑  Census 2000 PHC-T-4. Ranking Tables for Counties: 1990 and 2000 (PDF). United States Census Bureau. Процитовано 8 липня 2014.
5. ↑  State & County QuickFacts. United States Census Bureau. Архів оригіналу за 7 червня 2011. Процитовано 8 липня 2014.(англ.) Наведено за англійською вікіпедією.
6. ↑  American FactFinder. Бюро перепису населення США. Архів оригіналу за 26 лютого 2012. Процитовано 31 січня 2008.

| США | Це незавершена стаття з географії США. Ви можете допомогти проєкту, виправивши або дописавши її. |